# Trajanus tempel
Trajanus tempel (latin: Templum Divi Traiani) var ett tempel på Trajanus forum i antikens Rom. Det uppfördes på initiativ av kejsar Hadrianus och invigdes åt den gudaförklarade kejsar Trajanus och dennes hustru Pompeia Plotina. Arkitekt var Apollodoros från Damaskus. 
Templet var peripteralt och oktostylt. Templets läge är emellertid omtvistat. Antingen stod det nordväst om Trajanuskolonnen eller vid Trajanus saluhallar. Den brittiska arkeologen och konsthistorikern Amanda Claridge hävdar, att templet var beläget strax norr om Trajanuskolonnen, på den plats där nu Palazzo Valentini står. Claridge bygger sin teori på det faktum att templet och kolonnen omnämns tillsammans i beskrivningen av Regio VIII Forum Romanum: ”templum divi Traiani et columnam cochlis” samt förekomsten av massiva kolonner och andra arkitektoniska element under Palazzo Valentini.